# Sint-Gertrudiskathedraal
De Sint-Gertrudiskathedraal in de Nederlandse stad Utrecht is als de zetel van de oudkatholieke aartsbisschop de hoofdkerk van de Oudkatholieke Kerk. Zij is gevestigd aan het Willemsplantsoen. Het gebouw werd tussen 1912 en 1914 naar ontwerp van E.G. Wentink jr. opgetrokken in neoromaanse stijl. Deze stijl werd gekozen als herinnering aan de verdwenen Mariakerk die schuin achter de Sint-Gertrudiskathedraal stond.
De plantsoenzijde van de kathedraal wordt beheerst door twee westtorens die samen een dubbeltorenfront vormen, verder heeft het gebouw een driezijdige apsis. Het schip wordt gedekt door een houten tongewelf, waarop een schildering van Christus als Goede Herder, te midden van zijn schaapskudde. De muurschilderingen zijn vooral geometrisch en abstract. Een deel van de interessante inventaris, bestaande uit onder meer schilderijen, beeldhouwwerken, kerkzilver en relieken, is deels afkomstig uit andere, in onbruik geraakte oudkatholieke kerken.
In het altaar bevinden zich meer dan zeventienhonderd relieken, opgeslagen in honderden doosjes. Onder deze relieken zou zich een stukje rib van de heilige Willibrord bevinden.

## Gertrudiskapel

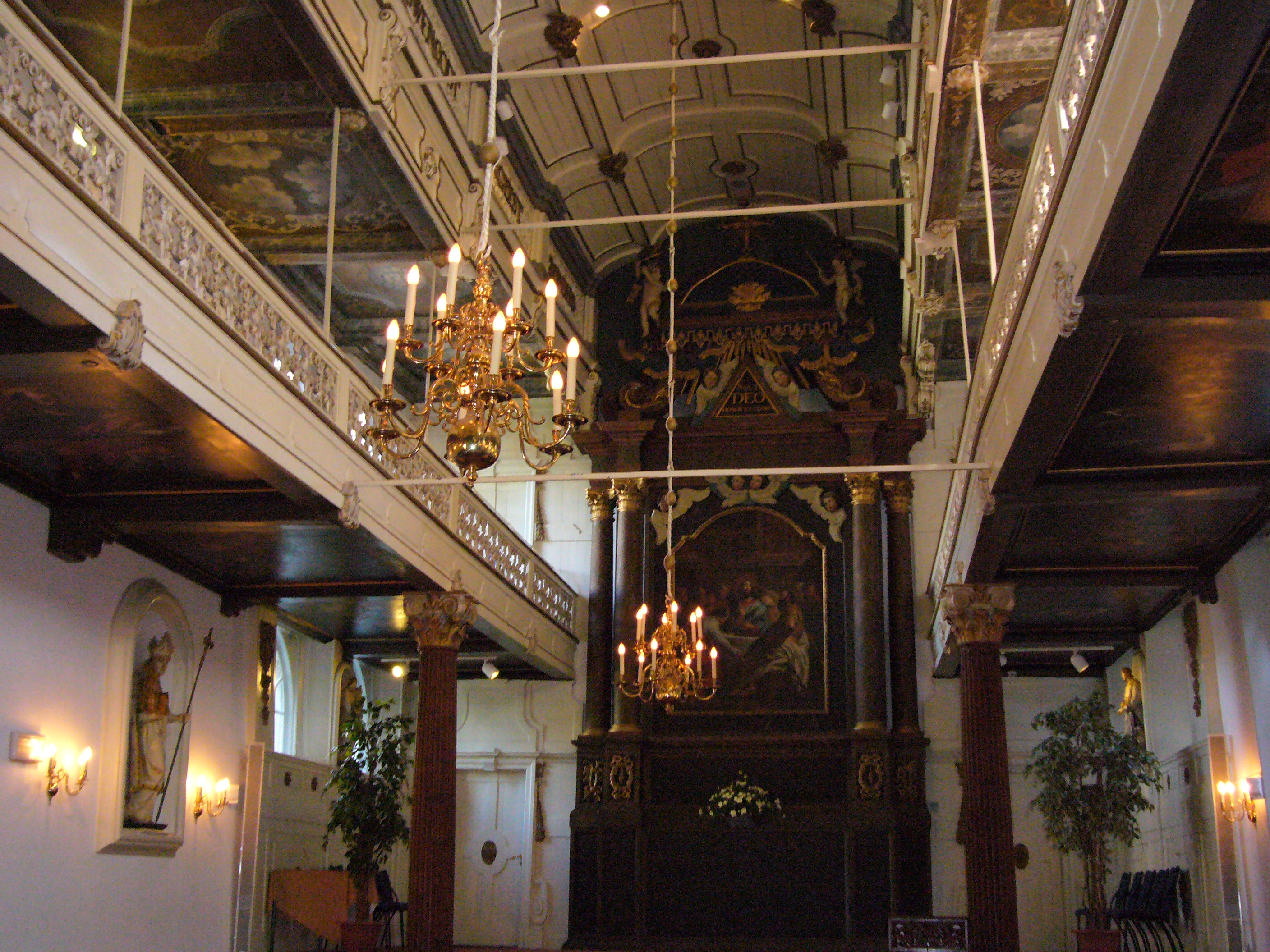
Interieur Gertrudiskapel

De directe voorganger van de Sint-Gertrudiskathedraal is de Gertrudiskapel, een voormalige schuilkerk die bewaard gebleven is, en links achter de kathedraal staat. De schuilkerk werd hier in 1634 voor de voormalige parochie van de Geertekerk ingericht in een middeleeuws huis.
Bij het oudkatholieke schisma in 1723 sloot de parochie zich aan bij de Oudkatholieke kerk, evenals de Jacobusparochie en de parochie van Maria Minor. De Gertrudiskapel werd verkozen tot kathedrale kerk van de Oudkatholieken.
De schuilkerk is een van de best bewaarde exemplaren in Nederland. Het huidige uiterlijk kwam vooral tot stand tijdens een verbouwing in 1697, waarbij de vloeren van het huis werden doorgebroken zodat er galerijen ontstonden. Van 1991 tot 1993 werd de schuilkerk gerestaureerd.